# احتيال استثماري

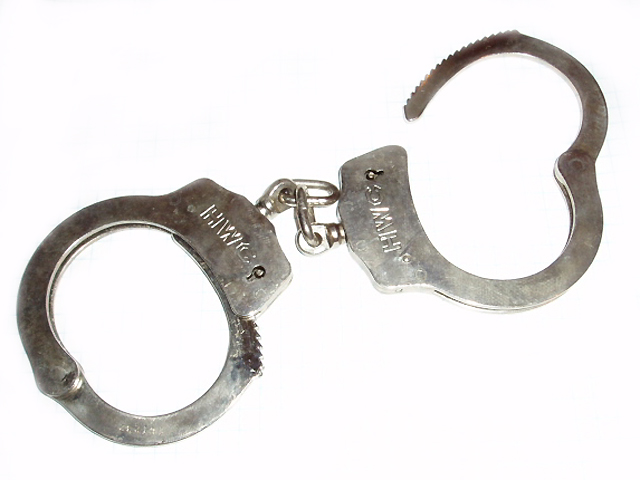
أصفاد الشرطة

الاحتيال الاستثماري (investment fraud)، والمعروف أيضا باسم «الغش في الأوراق المالية» (Securities fraud) «تزوير الأوراق المالية» (stock fraud)، هو ممارسة مضللة أو خادعة في أسواق الأسهم أو أسواق السلع تحث أو تدفع المستثمرين على اتخاذ قرارات شراء أو بيع على أساس معلومات خاطئة أو كاذبة، وكثيرا ما تؤدي إلى خسائر، وتنتهاك لقوانين الأوراق المالية.
يمكن أن يشمل الاحتيال في الأوراق المالية أيضًا السرقة الصريحة من المستثمرين (الاختلاس من قبل سماسرة الأوراق المالية)، والتلاعب في الأسهم، والتحريفات في التقارير المالية لشركة عامة، والكذب على مدققي حسابات الشركات. يشمل المصطلح مجموعة واسعة من الإجراءات الأخرى، بما في ذلك التداول من الداخل، والتشغيل الأمامي وغيرها من الأعمال غير القانونية في قاعة التداول في بورصة الأوراق المالية أو السلع.

## مواضيع ذات صلة
- فضائح المحاسبة
- ألين ستانفورد
- التقنيات الطبية الصينية، U.S. Department of Justice criminally indicted CMED's CEO and CFO for securities fraud and wire fraud conspiracy for stealing more than $400 million from investors as part of a seven-year scheme.
- Corporate abuse
- فقاعة الإنترنت
- إنرون
- مكتب التحقيقات الفيدرالي
- الأزمة المالية 2007–2008
- Illicit financial flows
- تداول من الداخل
- فضيحة مادوف
- برنارد مادوف
- مارتن شكريلي
- Microcap stock fraud
- Operation Broken Trust
- أسهم رخيصة
- Private Securities Litigation Reform Act
- تسويق هرمي
- ساربينز أوكسلي
- Securities Class Action
- Selling away
- Taylor, Bean & Whitaker, top-10 U.S. wholesale mortgage lending firm that ceased business following multibillion-dollar fraud revelations
- تبادل الأماكن
- هيئة الأوراق المالية والبورصات الأمريكية
- جرائم ذوي الياقات البيضاء
- Worldcom